# Parque conmemorativo de Vraca
El Parque conmemorativo de Vraca es un parque dedicado a las víctimas de la Segunda Guerra Mundial en Vraca, Bosnia y Herzegovina. Abarca 78.000 metros cuadrados y se mencionan los nombres de más de 11.000 hombres, mujeres y niños muertos durante la Segunda Guerra Mundial. 
La idea era rehabilitar una antigua fortaleza austro-húngara con el trabajo combinado de Vladimir Dobrović como diseñador, Alija Kučukalić como escultor y Aleksandar Maltarić como paisajista. La construcción comenzó en abril de 1980 y se terminó en noviembre,  se abrió el 25 de noviembre de 1981. En 2005 el parque fue declarado monumento nacional de Bosnia y Herzegovina.